# Jancigny
Jancigny ist eine französische Gemeinde mit 153 Einwohnern (Stand 1. Januar 2022) im Département Côte-d’Or in der Region Bourgogne-Franche-Comté. Sie gehört zum Arrondissement Dijon und zum Kanton Saint-Apollinaire.

## Geographie
Der Fluss Bèze fließt westlich der Gemeinde. Umgeben wird Jancigny von den Gemeinden Renève im Norden, von Essertenne-et-Cecey im Osten, von Saint-Sauveur im Süden und von Charmes, Bézouotte und Mirebeau-sur-Bèze im Westen.

## Bevölkerungsentwicklung
| Jahr      | 1962 | 1968 | 1975 | 1982 | 1990 | 1999 | 2008 | 2018 |
| Einwohner | 65   | 77   | 72   | 78   | 87   | 100  | 123  | 141  |

Quellen: Cassini und INSEE